# قلاب قطار
قلاب قطار بخشی از تجهیزات قطار است که امکان آزاد شدن اتصال بین دو خط‌نورد (واگن) را فراهم می‌کند.

## نگارخانه

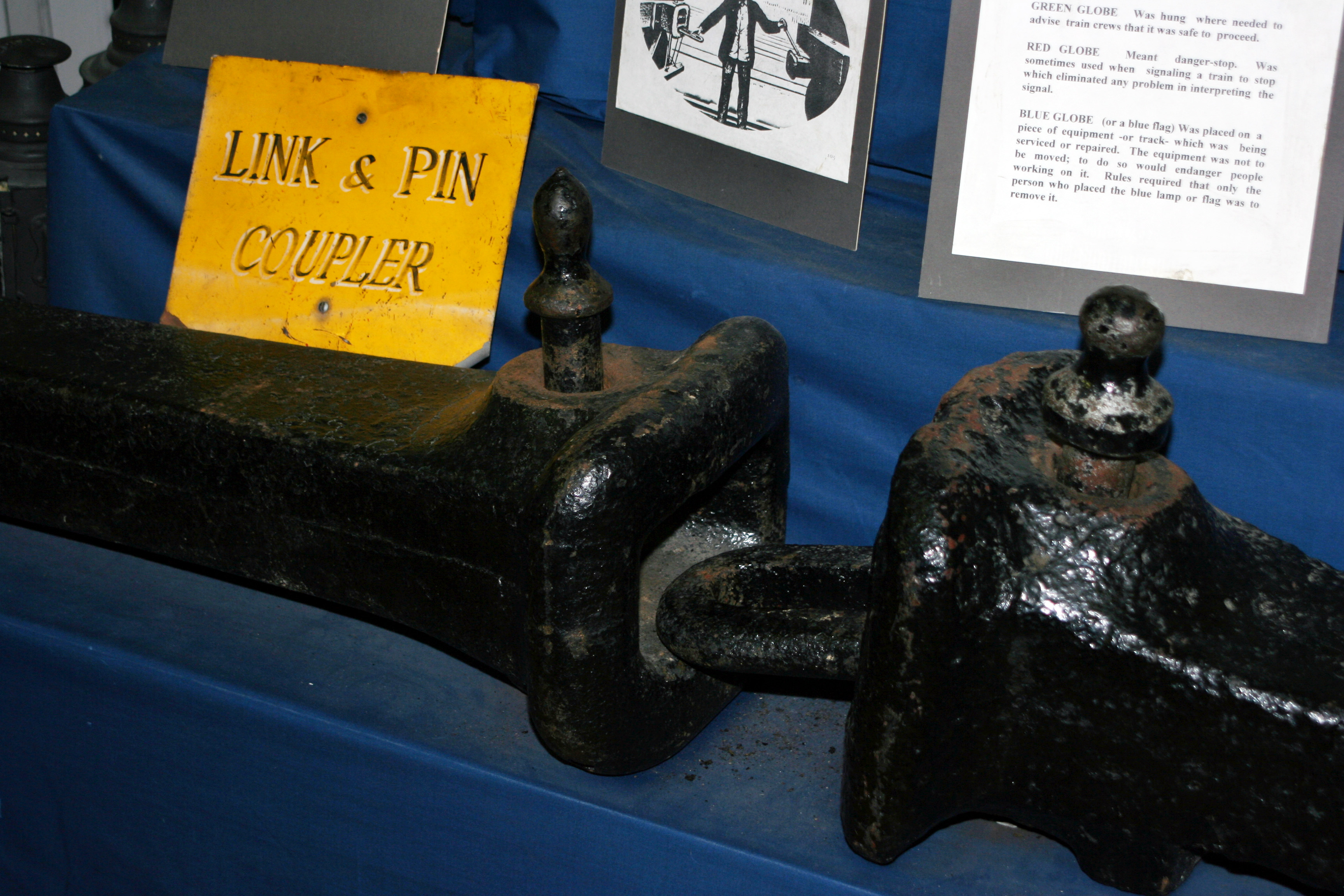